# エウトロピウス
エウトロピウス（ラテン語：Eutropius、320年頃 ‐ 4世紀末）は、ローマ帝国後期の政治家、歴史家。全10巻からなる『首都創建以来の略史』（ラテン語：Breviarium ab Urbe Condita（Breviarium historiae Romanae（ローマ史概説）と表記されることもある）を著した。

## 生涯
出身地はボルドーとも、イタリアとも伝えられている。361年、コンスタンティウス2世支配下の帝国で勅答局長（ラテン語：magister epistularum）に就任し、363年にはユリアヌス帝によるサーサーン朝ペルシア帝国への遠征に従軍した。369年にウァレンス帝のもと文書局長（ラテン語：magister memoriae）に就任し、この頃『首都創建以来の略史』を執筆したとされている。371年にアシア属州総督になり、その翌年には一度反逆罪の嫌疑を受けて失脚したが、冤罪が判明し赦された。380年から翌年にかけてはイリュリクム道長官に、387年にはウァレンティニアヌス2世帝とともに執政官に就任した。没年は不明。

## 著作
エウトロピウスの著作『首都創建以来の略史』は、全10巻からなる簡潔な歴史書である。第1巻から第6巻までがおおよそ共和政期を、第7巻以降が帝政期のローマを扱う。最終巻である第10巻は、著者エウトロピウスの同時代史であり、364年のヨウィアヌス帝の死で終えられている。文体の平易さと簡潔さのため、ラテン語の入門書として広く読まれ、また二度にわたってギリシア語にも翻訳された。

## 邦語訳
- Eutropius, エウトロピウス研究会「翻訳 エウトロピウス『首都創建以来の略史』翻訳(第一・二巻)」『上智史学』第52号、上智大学史学会、2007年11月、99-140頁、ISSN 03869075、NAID 110007057609。
- エウトロピウス研究会「エウトロピウス『首都創建以来の略史』翻訳(第三巻)」『上智史学』第53号、上智大学史学会、2008年11月、133-155頁、ISSN 03869075、NAID 120005877500。
- エウトロピウス研究会「エウトロピウス『首都創建以来の略史』翻訳(第四・五巻)」『上智史学』第54号、上智大学史学会、2009年11月、141-176頁、ISSN 03869075、NAID 120005882274。
- エウトロピウス研究会「エウトロピウス『首都創建以来の略史』翻訳(第六巻)」『上智史学』第55号、上智大学史学会、2010年11月、141-171頁、ISSN 03869075、NAID 120005882279。
- エウトロピウス研究会「〈翻訳〉エウトロピウス『首都創建以来の略史』翻訳(第七巻)」『上智史學』第56号、上智大学史学会、2011年11月、147-184頁、ISSN 03869075、NAID 120005885899。
- エウトロピウス, エウトロピウス研究会「翻訳 エウトロピウス『首都創建以来の略史』翻訳(第八巻) (上智大学文学部史学科70周年記念号)」『上智史学』第57号、上智大学史学会、2012年11月、179-216頁、ISSN 0386-9075、NAID 120005886340。
- エウトロピウス研究会「エウトロピウス『首都創建以来の略史』翻訳(第9巻) (坂野良吉先生退職記念号)」『上智史学』第58号、上智大学史学研究会、2013年11月、177-216頁、ISSN 0386-9075、NAID 120005886764。
- エウトロピウス研究会「翻訳 エウトロピウス『首都創建以来の略史』翻訳(第一〇巻) (青山英夫先生退職記念号)」『上智史学』第59号、上智大学史学研究会、2014年11月、165-184頁、ISSN 0386-9075、NAID 120005887137。